# Liste der Bodendenkmäler in Gessertshausen
Auf dieser Seite sind die Bodendenkmäler in der schwäbischen Gemeinde Gessertshausen zusammengestellt. Diese Tabelle ist eine Teilliste der Liste der Bodendenkmäler in Bayern. Grundlage ist die Bayerische Denkmalliste, die auf Basis des Bayerischen Denkmalschutzgesetzes vom 1. Oktober 1973 erstmals erstellt wurde und seither durch das Bayerische Landesamt für Denkmalpflege geführt wird. Die folgenden Angaben ersetzen nicht die rechtsverbindliche Auskunft der Denkmalschutzbehörde.

## Bodendenkmäler in Gessertshausen
| Lage       | Objekt                                                                                      | Akten-Nr.     | Bild |
| ---------- | ------------------------------------------------------------------------------------------- | ------------- | ---- |
| (Standort) | Siedlung vor- und frühgeschichtlicher Zeitstellung.                                         | D-7-7630-0028 |      |
| (Standort) | Kloster des Mittelalters und der Neuzeit.                                                   | D-7-7630-0062 |      |
| (Standort) | Grabhügel vorgeschichtlicher Zeitstellung.                                                  | D-7-7630-0065 |      |
| (Standort) | Mittelalterliche und frühneuzeitliche Befunde im Bereich der Kath. Filialkirche St. Gallus  | D-7-7630-0122 |      |
| (Standort) | Mittelalterliche und frühneuzeitliche Befunde im Bereich des abgegangenen Schlosses.        | D-7-7630-0123 |      |
| (Standort) | Mittelalterliche und frühneuzeitliche Befunde im Bereich der Kath. Pfarrkirche St. Johannes | D-7-7630-0125 |      |
| (Standort) | Mittelalterliche und frühneuzeitliche Befunde im Bereich der Kath. Kuratiekirche St. Georg  | D-7-7630-0127 |      |
| (Standort) | Grabhügel vorgeschichtlicher Zeitstellung.                                                  | D-7-7730-0003 |      |
| (Standort) | Grabhügel vorgeschichtlicher Zeitstellung, wüstgefallene Siedlung des Mittelalters.         | D-7-7730-0004 |      |
| (Standort) | Mittelalterliche und frühneuzeitliche Befunde im Bereich der Kath. Pfarrkirche St. Martin   | D-7-7730-0230 |      |
| (Standort) | Trichtergruben vor- und frühgeschichtlicher oder mittelalterlicher Zeitstellung.            | D-7-7730-0239 |      |